# Harris Reed
Harris Reed (Los Angeles, 20 mei 1996) is een Amerikaans-Britse modeontwerper die zich heeft toegelegd op het ontwerpen van genderfluïde kleding. Zo ontwierp die voor de cover van Vogue een jurk/pak. In  september 2022 werd bekendgemaakt dat die de creatief directeur is van het merk Nina Ricci . Diens eerste collectie voor het merk werd begin 2023 getoond. In oktober van dat jaar trouwde Reed met Eitan Senerman. 

## Jeugd
Reed groeide op in Arizona. Diens vader is een documentairemaker en diens moeder was een model die zich nu voornamelijk op het maken van kaarsen en parfums richt. Al in diens jeugd was Reed bezig met zelfexpressie via mode.

## Opleiding en ontdekking
Reed volgde de opleiding aan Central Saint Martins en werd op Instagram ontdekt door stylist Harry Lambert in 2017. Ze werkten samen en dit resulteerde in de samenwerking met Harry Styles van wie Lambert de stylist is. 

## Samenwerking
Naast Styles werkt Reed samen met Iman en ontwierp onder andere voor Emma Watson In 2022 werd diens werk geselecteerd voor een expositie in het Victoria en Albert museum. Reed geeft aan dat diens invloeden onder andere Ann Demeulemeester, Lindsay Kemp, David Bowie en Glam Rock zijn.